# Karauzovići (Republika Serbska)
Karauzovići (cyr. Караузовићи) – wieś w Bośni i Hercegowinie, w Republice Serbskiej, w gminie Novo Goražde. W 2013 roku liczyła 9 mieszkańców.